# Sarcochilus koghiensis
Sarcochilus koghiensis är en orkidéart som beskrevs av Rudolf Schlechter. Sarcochilus koghiensis ingår i släktet Sarcochilus och familjen orkidéer.
Artens utbredningsområde är Nya Kaledonien. Inga underarter finns listade i Catalogue of Life.